# Wenus i Adonis (obraz Goi)
Wenus i Adonis (hiszp. Venus y Adonis) – obraz olejny hiszpańskiego malarza Francisca Goi (1746–1828). Obraz należy do rządu Aragonii i jest eksponowany w Museo de Zaragoza.

## Okoliczności powstania
W 1770 Goya wyjechał do Włoch, gdzie udawali się utalentowani artyści epoki, aby studiować i obcować ze sztuką. Był wtedy młodym i jeszcze nieznanym artystą, którego oryginalny styl dopiero się kształtował. W przeciwieństwie do licznych stypendystów był zmuszony sam pokryć koszty zagranicznego pobytu. Z tego okresu zachowały się nieliczne dzieła, charakteryzujące się łączeniem francuskiego i włoskiego stylu barokowego i rokoka, inspirowane dziełami Corrado Giaquinto, Tiepola i Fragonarda, a także neoklasycyzmem w temacie i kompozycji. We Włoszech namalował kilka dzieł o tematyce mitologicznej, m.in. Wenus i Adonis oraz Ofiara składana Panowi i Ofiara składana Weście (prawdopodobnie pendanty). Były to obrazy o zredukowanym formacie dostosowane do gustu klientów, artysta malował je i sprzedawał, aby zarobić na swoje utrzymanie. Ich sprzedaż była szybka, a w konsekwencji także wykonanie – radiografia obrazu Wenus i Adonis nie wykazała żadnych pentimenti. Kompozycja jest prawdopodobnie inspirowana jedną z klasycznych rycin, z których często korzystali malarze. Możliwą inspiracją jest także obraz Marca Benefiala Małgorzata z Kortony nad ciałem kochanka (1723–1732) z Bazyliki Matki Bożej Ołtarza Niebiańskiego w Rzymie.
W 1961 Xavière Desparmet Fitz-Gerald opublikował retrospektywę dzieł Goi, w której znalazły się cztery nieopisane wcześniej obrazy z młodości malarza. Dzieło Wenus i Adonis zinterpretował jako Dafnis i Chloe.

## Opis obrazu

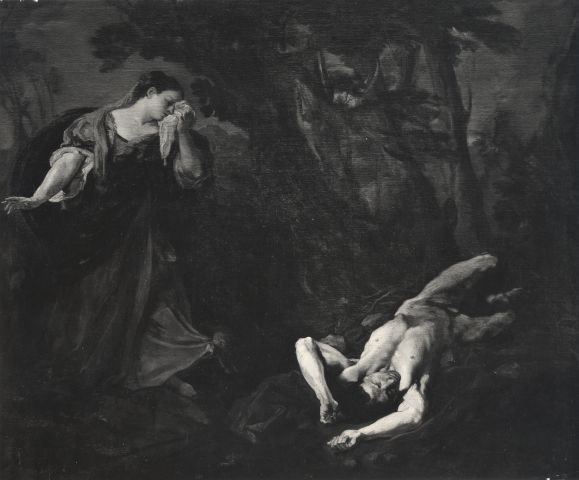
Małgorzata z Kortony nad ciałem kochanka (szkic), Marco Benefial

Scena przedstawia boginię Wenus płaczącą nad ciałem jej ukochanego Adonisa, który leży martwy, po tym jak został zaatakowany przez dzika. Kompozycja jest diagonalna, przekątną wyznacza pień drzewa. Występuje typowy dla baroku silny kontrast między ciemnym tłem z burzowymi chmurami a jasnymi postaciami na pierwszym planie, ubranymi w kolorowe, jaskrawe stroje. Anatomia Adonisa odzwierciedla zainteresowanie Goi klasyczną rzeźbą, co potwierdzają również szkice z jego włoskiego notatnika.
W prawym dolnym rogu widnieje podpis GOYA.

## Proweniencja
Obraz znajdował się w prywatnych kolekcjach w Bajonnie i Zurychu, a następnie w Stanach Zjednoczonych. Został zakupiony przez rząd Aragonii w 1999 i zdeponowany w Museo de Zaragoza.